# クラウン製菓
クラウン製菓（クラウンせいか）は、大韓民国の菓子メーカー。

## 概要
韓国内屈指の菓子メーカーで、ロッテに次ぐ第二グループを形成する企業の一つ。2005年に業績が悪化していたヘテ製菓を買収、支配下に納めつつ競争力を維持するために別ブランドで商品展開を行ってきた。

## 製品の特徴
多様な製品群が存在するが、中には日本で既に商品化されているものに似た商品が存在することも特徴。また、チューイングソフトキャンディ、ハイチュウをベンチマークにしたマイチュウはソフトキャンデーの商標をめぐる裁判沙汰にもなった。なお、傘下に収めたヘテ製菓も大塚製薬のカロリーメイトに類似した「カロリーバランス」「カロリープラス」「カロリーエイド」を発売していることで知られる。

## 森永製菓との確執
2004年10月、発売元のクラウン製菓の「マイチュウ」に対し日本の森永製菓が自社の「ハイチュウ」に類似しているとして、同社を相手取り商標権侵害差し止め訴訟を起こした。2005年6月にソウル地裁は、商品名以外は似ていないとしてこれを棄却した。また、その後韓国側のクラウン製菓もパッケージ等の問題を認め、変更とまではいかないが、「ハイチュウと似ないようにする」という声明を発表。

## ロッテとの確執
2001年、日本のクレヨンしんちゃんのキャラクターを使用したスナック菓子「モンマリヌン・しんちゃん（和訳：やんちゃなしんちゃん）」を発売。以降7年間、広告代理店を介してキャラクターの使用料を支払いつつ製造が続けられてきたが、2007年2月に使用料の契約交渉が決裂、より高額な使用料を提示したロッテにキャラクターの使用権利が移動した。ところが権利を得たロッテは、クラウン製菓時代の名称、パッケージとよく似た商品を発売したためクラウン製菓側が反発、2008年6月に、登録商標をロッテが無断で盗用したとして、商標使用禁止の仮処分を求める訴訟をソウル中央地方法院に提起した。